# Kabinet-Fanfani VI
Het kabinet–Fanfani VI was de Italiaanse regering van 17 april 1987 tot 28 juli 1987. Het kabinet werd gevormd door de politieke partij Democrazia Cristiana (DC) na het aftreden van Bettino Craxi, waarna oud-premier Amintore Fanfani van de Democrazia Cristiana werd benoemd als de nieuwe premier. Het kabinet was een rompkabinet dat als belangrijkste taak had om verkiezingen uit de schrijven. Met een leeftijd van 79-jaar was Fanfani de oudste persoon benoemd tot premier van Italië.

## Kabinet–Fanfani VI (1987)
| Ambtsbekleder                     | Ambtsbekleder          | Ambtsbekleder                    | Functie                                  | Ambtstermijn    | Ambtstermijn  | Partij |
| --------------------------------- | ---------------------- | -------------------------------- | ---------------------------------------- | --------------- | ------------- | ------ |
|                                   | Amintore Fanfani       | Amintore Fanfani (1908–1999)     | Premier                                  | 17 april 1987   | 28 juli 1987  | DC     |
|                                   | Mauro Bubbico          | Mauro Bubbico (1928–1991)        | Secretaris- generaal                     | 17 april 1987   | 28 juli 1987  | DC     |
|                                   | Oscar Luigi Scalfaro   | Oscar Luigi Scalfaro (1918–2012) | Minister van Binnenlandse Zaken          | 4 augustus 1983 | 28 juli 1987  | DC     |
|                                   | Giulio Andreotti       | Giulio Andreotti (1919–2013)     | Minister van Buitenlandse Zaken          | 4 augustus 1983 | 22 juli 1989  | DC     |
|                                   | Giuseppe Guarino       | Giuseppe Guarino (1929–2020)     | Minister van Financiën                   | 17 april 1987   | 28 juli 1987  | DC     |
|                                   | Giovanni Goria         | Giovanni Goria (1943–1994)       | Minister van de Schatkist                | 4 augustus 1983 | 28 juli 1987  | DC     |
| Minister van het Budget           | Giovanni Goria         | Giovanni Goria (1943–1994)       | 17 april 1987                            |                 | 28 juli 1987  | DC     |
|                                   | Virginio Rognoni       | Virginio Rognoni (1924–2022)     | Minister van Justitie                    | 1 augustus 1986 | 28 juli 1987  | DC     |
|                                   | Franco Piga            | Franco Piga (1927–1990)          | Minister van Economische Zaken           | 18 april 1987   | 28 juli 1987  | DC     |
|                                   | Remo Gaspari           | Remo Gaspari (1921–2011)         | Minister van Defensie                    | 17 april 1987   | 28 juli 1987  | DC     |
| Minister voor Nood- toestanden    | Remo Gaspari           | Remo Gaspari (1921–2011)         |                                          | 17 april 1987   | 28 juli 1987  | DC     |
|                                   | Carlo Donat-Cattin     | Carlo Donat- Cattin (1919–1991)  | Minister van Volksgezondheid             | 1 augustus 1986 | 22 juli 1989  | DC     |
|                                   | Ermanno Gorrieri       | Ermanno Gorrieri (1920–2004)     | Minister van Arbeid en Sociale Zaken     | 17 april 1987   | 28 juli 1987  | O      |
|                                   | Franca Falcucci        | Franca Falcucci (1926–2014)      | Minister van Onderwijs                   | 1 december 1982 | 28 juli 1987  | DC     |
|                                   | Claudio Signorile      | Giovanni Travaglini (1924–2020)  | Minister van Transport                   | 17 april 1987   | 28 juli 1987  | O      |
|                                   | Giuseppe Zamberletti   | Giuseppe Zamberletti (1933–2019) | Minister van Infrastructuur              | 17 april 1987   | 28 juli 1987  | DC     |
|                                   | Filippo Maria Pandolfi | Filippo Maria Pandolfi (1927)    | Minister van Landbouw                    | 4 augustus 1983 | 13 april 1988 | DC     |
|                                   | Mario Pavan            | Mario Pavan (1918–2003)          | Minister van Milieu                      | 17 april 1987   | 28 juli 1987  | DC     |
|                                   | Antonino Gullotti      | Antonino Gullotti (1922–1989)    | Minister van Cultuur                     | 4 augustus 1983 | 28 juli 1987  | DC     |
|                                   | Antonio Gava           | Antonio Gava (1930–2008)         | Minister van Communicatie                | 4 augustus 1983 | 28 juli 1987  | DC     |
|                                   | Mario Di Lazzaro       | Mario Di Lazzaro (1926–1996)     | Minister van Toerisme                    | 17 april 1987   | 28 juli 1987  | O      |
|                                   | Gaetano Gifuni         | Gaetano Gifuni (1932–2016)       | Minister voor Parlementaire Betrekkingen | 17 april 1987   | 28 juli 1987  | O      |
|                                   | Livio Paladin          | Livio Paladin (1933–2000)        | Minister voor Publieke Diensten          | 17 april 1987   | 28 juli 1987  | O      |
| Minister voor Regionale Zaken     | Livio Paladin          | Livio Paladin (1933–2000)        |                                          | 17 april 1987   | 28 juli 1987  | O      |
|                                   |                        | Mario Sarcinelli (1934)          | Minister voor Buitenlandse Handel        | 17 april 1987   | 28 juli 1987  | O      |
|                                   | Fabio Fabbri           | Fabio Fabbri (1933)              | Minister voor Europese Zaken             | 17 april 1987   | 28 juli 1987  | DC     |
| Minister voor Wetenschaps- beleid | Fabio Fabbri           | Fabio Fabbri (1933)              | 4 augustus 1983                          |                 | 28 juli 1987  | DC     |
|                                   | Salverino De Vito      | Salverino De Vito (1926–2010)    | Minister voor Zuid-Italië                | 4 augustus 1983 | 28 juli 1987  | DC     |
|                                   | Costante Degan         | Costante Degan (1930–1988)       | Minister voor de Koopvaardij             | 1 augustus 1986 | 28 juli 1987  | DC     |
|                                   | Clelio Darida          | Clelio Darida (1927–2017)        | Minister voor Staats- deelnemingen       | 4 augustus 1983 | 28 juli 1987  | DC     |
|                                   | Giuseppe Zamberletti   | Giuseppe Zamberletti (1933–2019) | Minister voor Nood- toestanden           | 26 maart 1984   | 17 april 1987 | DC     |

De Gasperi II · De Gasperi III · De Gasperi IV · De Gasperi V · De Gasperi VI · De Gasperi VII · De Gasperi VIII · Pella · Fanfani I · Scelba · Segni I · Zoli · Fanfani II · Segni II · Tambroni · Fanfani III · Fanfani IV · Leone I · Moro I · Moro II · Moro III · Leone II · Rumor I · Rumor II · Rumor III · Colombo · Andreotti I · Andreotti II · Rumor IV · Rumor V · Moro IV · Moro V · Andreotti III · Andreotti IV · Andreotti V · Cossiga I · Cossiga II · Forlani · Spadolini I · Spadolini II · Fanfani V · Craxi I · Craxi II · Fanfani VI · Goria · De Mita · Andreotti VI · Andreotti VII · Amato I · Ciampi · Berlusconi I · Dini · Prodi I · D'Alema I · D'Alema II · Amato II · Berlusconi II · Berlusconi III · Prodi II · Berlusconi IV · Monti · Letta · Renzi · Gentiloni · Conte I · Conte II · Draghi · Meloni